# Artur Fischer (malíř)
Artur Fischer (6. října 1886 Lomnice nad Popelkou – po 23. lednu 1943 Osvětim) byl český malíř, grafik a textilní návrhář.

## Život
Narodil se jako druhorozený syn v židovské rodině obchodníka Eduarda Fischera v Lomnici nad Popelkou. Zde také navštěvoval obecnou a měšťanskou školu a poté i školu tkalcovskou. Od mládí však toužil stát se malířem a nakonec se mu toto přání splnilo. Po dokončení základních studií nastoupil na Malířskou akademii v Drážďanech k profesoru Richardu Müllerovi. V té době zde studoval také František Gellner. Stali se přáteli a na čas byli i spolubydlícími. V Drážďanech byl Fischer čtyři roky a následně odešel studovat do Vídně k malíři Albinu Eggera-Lienzovi. V roce 1915 se oženil s dcerou jičínského textilního podnikatele Klárou Popperovou a v roce 1916 se jim narodil syn Josef. Po první světové válce přešel na pražskou Akademii výtvarných umění do speciálky Maxe Pirnera. Zde se potkal s celoživotním přítelem, krajinářem Karlem Holanem. Během studia odjížděl vždy na sobotu a neděli z Prahy za rodinou do Jičína, kde trvale žil.
Jeho hlavním tématem se staly krajiny z okolí Jičína, Lomnice nebo Tábora, ale také z Krkonoš, kam se rád vydával na malířské výpravy. Vedle malby se také věnoval grafice, především leptu.
V roce 1928 se Fischer musel ujmout rodinného podniku a postavil pro něj patrovou tkalcovnu na výrobu ručně vázaných koberců, záclon a dekoračních látek. Sám řídil uměleckou stránku výroby a žena Klára vedla podnik po obchodní stránce. Firma vzkvétala a umožnila, aby závod rozšířili a postavili si vlastní dům s barvírnou a dílnami. Jejich výrobky byly překvapivě moderní s téměř avantgardní vzory. Za okupace přišli Fischerovi o veškerý majetek. V roce 1942 byla rodina vystěhována z rodinného domku a internována v Sobotce, kde byl Artur Fischer zaměstnán jako zemědělský dělník. Odtud byli Fischerovi počátkem ledna 1943 deportováni do Mladé Boleslavi a 13. ledna 1943 transportem Cl odvezeni do terezínského ghetta. Po deseti dnech byl Artur Fischer se ženou a synem deportován do Osvětimi, kde všichni zahynuli.

## Galerie

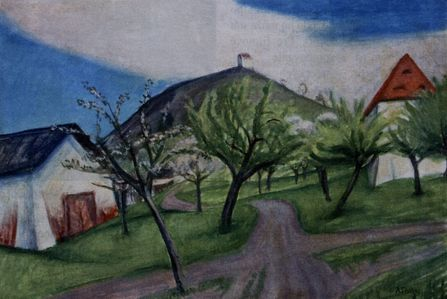
Jaro na Zeníně, (kol. 1928)
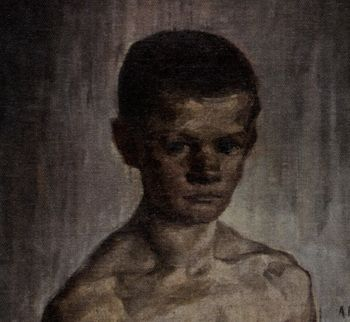
Podobizna chlapce (syna Josefa), (kol. 1925)
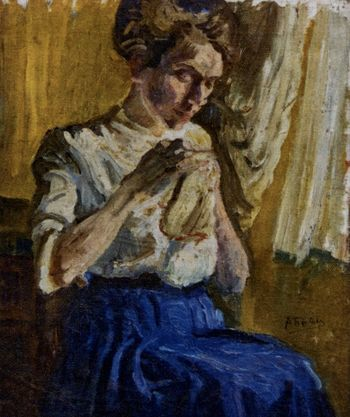
Portrét matky, (kol. 1915)
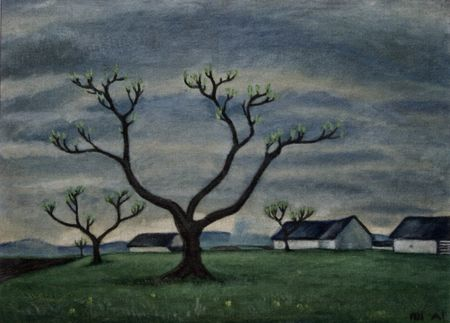
Melancholická krajina I, (1921)
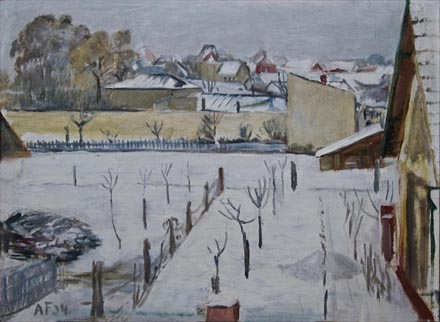
Zima
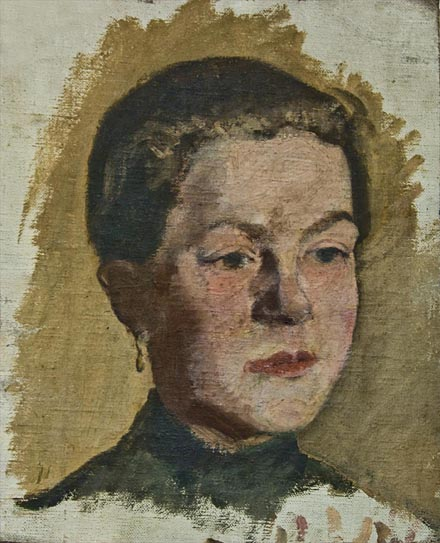
Studie ženské hlavy
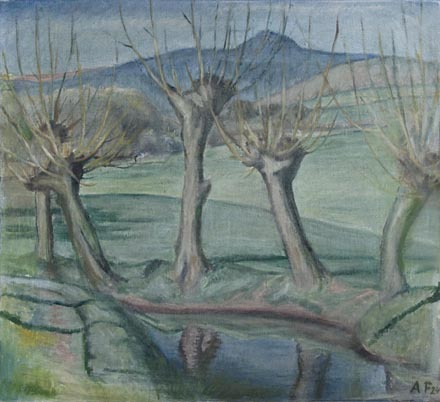
Vrby
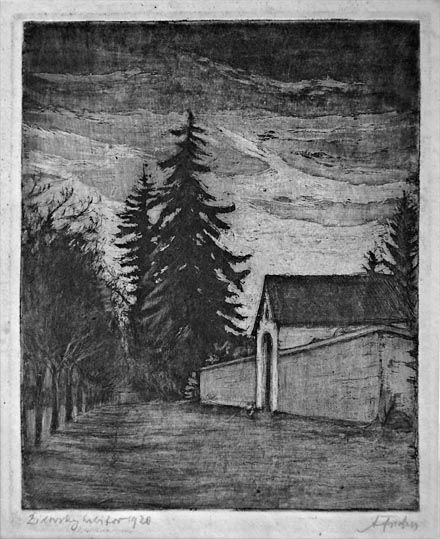
Jičínské předměstí
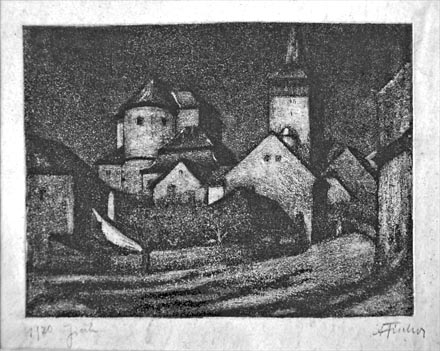
Jičín, kostel sv. Jakuba Většího